# Sadirac
Sadirac (en francès Sadirac) és un municipi francès situat al departament de la Gironda i a la regió de la Nova Aquitània.

## Demografia
| 1962                                       | 1968  | 1975  | 1982  | 1990  | 1999  | 2007  |
| ------------------------------------------ | ----- | ----- | ----- | ----- | ----- | ----- |
| 921                                        | 1.043 | 1.206 | 2.116 | 2.899 | 3.022 | 3.361 |
| Des de 1962: població sense dobles comptes |       |       |       |       |       |       |

## Administració
| Període   | Identitat      | Partit |
| --------- | -------------- | ------ |
| 2001-2008 | Roland Ferredj |        |
| 2008-     | Jacky Verdier  |        |